# Lycosa howarthi
Lycosa howarthi är en spindelart som beskrevs av Willis J. Gertsch 1973. Lycosa howarthi ingår i släktet Lycosa och familjen vargspindlar. Inga underarter finns listade i Catalogue of Life.